# Lectrice à la table jaune
Lectrice à la table jaune est un tableau du peintre français Henri Matisse réalisé en 1944, alors que l'artiste est installé à Vence. Cette huile sur toile peinte avec Annelies Nelck pour modèle représente une femme blonde lisant un livre illustré sur une table jaune où sont également posés deux grenades, un vase de fleurs et un verre à vin. L'œuvre est conservée au musée Matisse de Nice, à Nice, depuis un legs en 1960.